# Agaath van Ree
Agaath van Ree, pseudoniem van Anna (Annie) Hirsch (Amsterdam, 14 januari 1906 – 26 november 1999) tijdens haar huwelijk ook gekend als Meijer-Hirsch, was een Nederlands journaliste, schrijfster en dichteres.
Hirsch werkte als journalist voor het Algemeen Handelsblad en was tevens muzikante. In 1930 huwde ze Marcel Ph. Meijer. Na de geboorte van hun zoon schreef ze zes jaar niet. Wel was ze actief als vertaalster uit het Engels, Duits, Frans en Deens. Onder de naam Agaath van Ree debuteerde ze eind 1941 met de roman De Inzet. Na de Tweede Wereldoorlog kwam hier met Land zonder einder een vervolg op. Hierna gaat Van Ree zich ook toeleggen op hoorspelen voor de radio waarvan vooral een driedeling hoorspel over J.S. Bach uit 1950 bekend werd. Hierna studeerde ze sociale psychologie. In 1959 kwam Van Ree opnieuw met een roman; De Meesterdromer. Met de novelle De Onbekende Uren won ze de schrijfwedstrijd van de stichting CPBN en deze werd anoniem gepubliceerd als boekenweekgeschenk waarbij via een prijsvraag de auteur geraden moest worden. Tot in de jaren '70 was Van Ree actief als vertaalster.

## Selectie werken
- De Inzet, 1941
- Land zonder einder, 1946
- Bronsdale? Het nageslacht van den Phoenix, 1948
- De Meesterdromer, 1959
- De Verloren Obelisken, 1960 (gedichten)[9]
- Applaus, 1960
- De Onbekende Uren, 1961 (boekenweekgeschenk)

- Digitale Bibliotheek voor de Nederlandse Letteren: ree_001
- Gemeinsame Normdatei: 141746246
- International Standard Name Identifier: 0000 0003 9747 3797
- Nationale bibliotheek van Australië: 35934382
- Nederlandse Thesaurus van Auteursnamen: 070347484
- Système universitaire de documentation: 255408153
- Virtual International Authority File: 93841890